# Friedrich Christian Lesser
Friedrich Christian Lesser est un théologien et naturaliste allemand, né à Nordhausen en 1692, mort en 1754. 
Encore enfant, il se passionna pour l’histoire naturelle ; puis, après avoir étudié la médecine et la théologie, il fut appelé à desservir, en qualité de pasteur, les églises de Frauenberg et de Nordhausen. 

## Œuvres
Ses principaux ouvrages sont : 
- Litho-théologie ou Théologie des pierres (Hambourg, 1735 et 1751, in-8°) ;
- De sapientia, omnipotentia et providentia divina ex partibus insectorum cognoscenda disquisitio (Nordhausen, 1735, in-4°) ;
- Insecto-theologia ou Démonstration des perfections de Dieu dans tout ce qui concerne les insectes (Francfort et Leipzig, 1738-1740, in-8°), traduit en français, avec des notes, par Lyonnet (La Haye, 1744 ; Paris, 1745) ;
- Testuceo-theologiu [Théologie des testacées] (Leipzig, 1747, in-8°) ;
- Mélanges d’histoire naturelle et de physico-théologie (Leipzig et Nordhausen, 1754 et 1770, in-8°).

## Source
« Friedrich Christian Lesser », dans Pierre Larousse, Grand dictionnaire universel du XIXe siècle, Paris, Administration du grand dictionnaire universel, 15 vol., 1863-1890 [détail des éditions].